# Elatostema albopilosum
Elatostema albopilosum är en nässelväxtart som beskrevs av Wen Tsai Wang. Elatostema albopilosum ingår i släktet Elatostema och familjen nässelväxter. Inga underarter finns listade i Catalogue of Life.